# Сіцько
Сіцько (пол. Sicko, нім. Altenwedel) — село в Польщі, у гміні Реч Хощенського повіту Західнопоморського воєводства.
Населення — 193 особи (2011).
У 1975-1998 роках село належало до Гожовського воєводства.

## Демографія
Демографічна структура станом на 31 березня 2011 року:
|          | Загалом | Допрацездатний вік | Працездатний вік | Постпрацездатний вік |
| -------- | ------- | ------------------ | ---------------- | -------------------- |
| Чоловіки | 97      | 10                 | 73               | 14                   |
| Жінки    | 96      | 20                 | 51               | 25                   |
| Разом    | 193     | 30                 | 124              | 39                   |